# Britanniametall

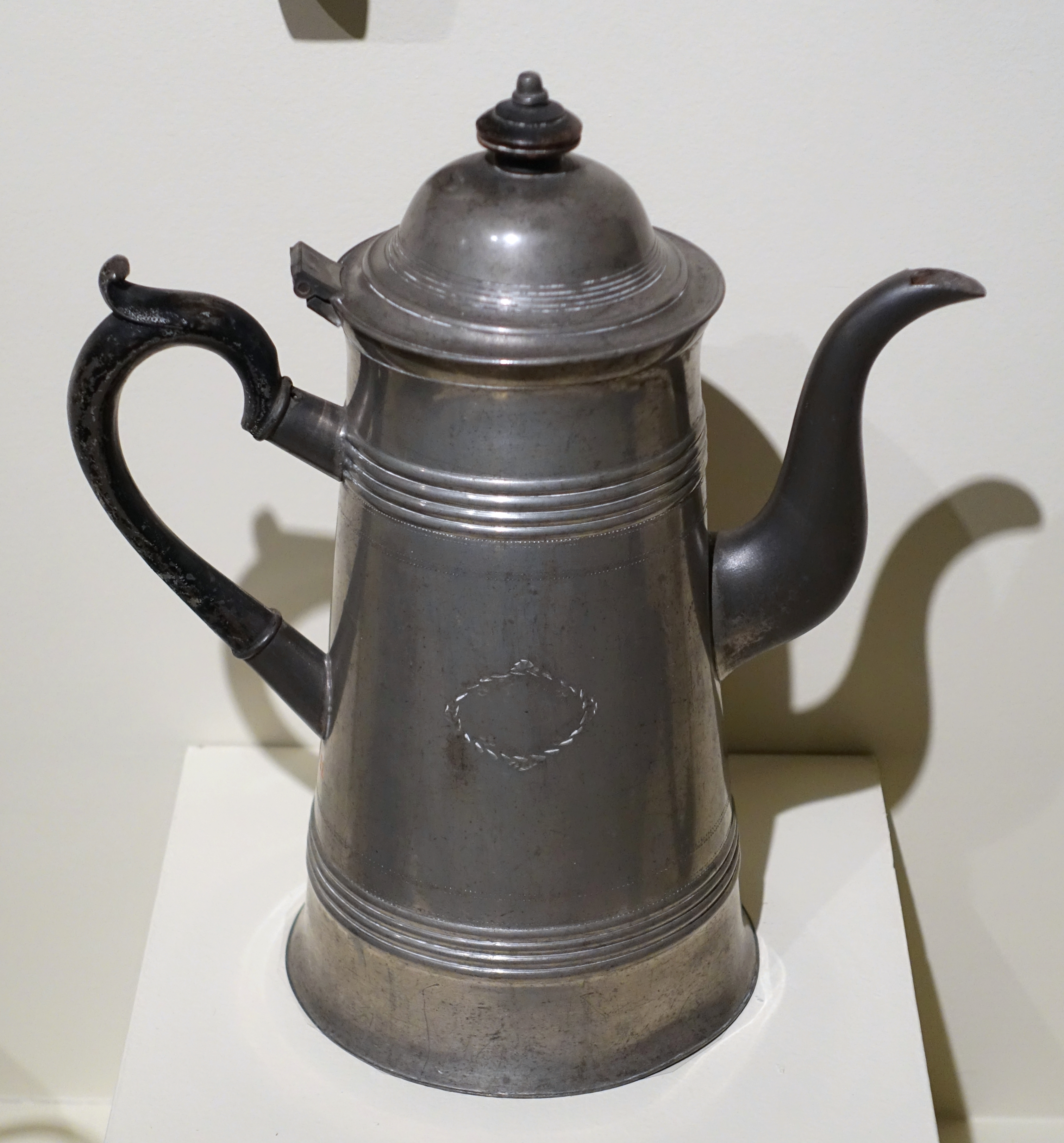
Kaffeekanne aus Britanniametall

Britanniametall, auch „Britannium“, ist eine Gruppe von Hartzinn-Legierungen mit ins bläuliche neigender, silberweißer Färbung.
Das Zinn ist mit Antimon legiert, meist zusammen mit Kupfer, zusätzlich auch mit Nickel, Blei und Bismut.
Britanniametall wird je nach Definition teils von Pewter (Hartzinn) unterschieden, teils wird Britanniametall als Sonderfall von Pewter betrachtet (mit Britanniametall als der härteren Legierung mit mehr Antimon, wenig bzw. keinem Blei). Im deutschsprachigen Raum wurde gar (nach Richter) Pewter dem Britanniametall (als Hartzinn aus Großbritannien) zugeordnet.

## Definition
Als Britanniametall im weitesten Sinne können alle Legierungen bezeichnet werden, die zwischen 65 und 97 % Zinn, 1 bis 24 % Antimon und 1 bis 5 % Kupfer und Wismut enthalten. Als Britanniametall oder Vickers White Metal beschrieben wird eine Legierung aus 93 % Zinn, 5 % Antimon und 2 % Kupfer (Encyclopedia Britannica). Vielfach geeignet für den Guss erwiesen hat sich eine Legierung aus 90 % Zinn und 10 % Antimon, da sie die Gussform auch beim Abkühlen gut ausfüllt. Diese wird ebenfalls in Quellen als Britanniametall bezeichnet.
Es gibt verschiedene Legierungen, die (nach Richter) dem Britanniametall zugerechnet werden u. a.:
- Löffelmetall, englisches: Zinn 82 %, Antimon 16 %, Kupfer 2 %.
- Löffelmetall, deutsches: Zinn 72 %, Antimon 24 %, Kupfer 4 %.
- Pewter für Kannen: Zinn 81 %, Antimon 6 %, Kupfer 6 %, Blei 7 %.
- Queens-Metall für Kannen: Zinn 89 %, Antimon 7 %, Kupfer 2 %, Wismut 2 %.
- Tutaniametall: Zinn 86 %, Antimon 10 %, Kupfer 3 %, Blei 1 %.

## Eigenschaften und Verwendung

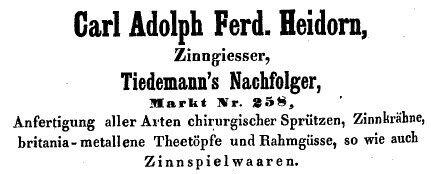
Werbeanzeige des Lübecker Zinngießers Carl Adolph Ferdinand Heidorn (1854)

Das Britanniametall ist aufgrund der Legierung mit Antimon wesentlich spröder und härter als Zinn, was mechanische Bearbeitung und Politur erlaubt. Es ist jedoch nicht wesentlich fester. Der Bruch ist feinkörnig.
Die Legierung wird vornehmlich für Gussstücke verwendet, darunter u. a. Zinngerät, Ziergegenstände, Knöpfe, Lagermetall, Druckplatten. Auch der Oscar oder Academy Award of Merit wurde bis 2015 aus Britanniametall gefertigt.
Aufgrund der Sprödigkeit eignen sich nur die Legierungen mit höherer Zinnkonzentration zum Walzen.
Die Zugabe von Blei erhöht die Festigkeit, ohne im gleichen Maße wie Antimon die Duktilität zu verringern. Auch sind die Gießeigenschaften besser. Allerdings verlieren Gegenstände mit Blei in der Legierung schnell an Glanz, sind grauer und wegen der Giftigkeit des Bleis für Lebensmittel nicht verwendbar.

## Herstellung der Schmelze
Erst Aufschmelzen des Kupfers (so vorgesehen), wegen des hohen Schmelzpunktes, dann Zugabe von Zinn, Antimon und Reduzieren der Hitze, da die Legierung einen wesentlich geringeren Schmelzpunkt hat.

## Gießen
Verwendet wurden vorzugsweise Messingformen, diese wurden vorher gerußt oder mit Blutstein ausgeschlämmt und vorgewärmt, für Sturzguss bis auf Schmelztemperatur.
Langsames Abkühlen ist sinnvoll, wenn z. B. für Glöckchen ein guter Klang gewünscht wird. Zum Abkühlen sollte es eine Stunde im Paraffinbad bei anfangs ca. 230 °C verweilen.
Nach dem Guss ist die Oberfläche grauweiß und wird erst durch Polieren glänzend.
Eine weitere Veredelungsmöglichkeit ist, die Gussstücke (galvanisch) zu versilbern.
Britanniametall ist lötbar.

## Ähnliche Legierungen
- Ashberrium (wie engl. Löffelmetall zuzüglich 1 % Zink, 1 % Nickel, 1 % Aluminium).
- Metal argentin (94–97 % Zinn, 5–2 % Kupfer, 0,5 % Antimon, bzw. 2/3 % Wismut)
- Minofor-Metall (≈66 % Zinn, 17–20 % Antimon, 3–4 % Kupfer, ≈9 % Zink, bis 1 % Eisen)

Für Zinnfiguren und Ziergegenstände wird auch Lotlegierung (4 Teile Zinn, 3 Teile Blei) verwendet (oft mit ca. 3 % Antimon für mehr Härte).

## Bekannte Hersteller
- Das 1814 in Lüdenscheid gegründete Gießerei Gebrüder Noelle war neben der Fabrikation von Zinn- und anderen Gusswaren bis zum Jahr 1900 wichtigste Lüdenscheider Herstellerin von Britanniawaren[2]